# Amphisbaena brasiliana
Amphisbaena brasiliana, conhecido popularmente como cobra-de-duas-cabeças ou cobra-cega, é uma espécie de réptil pertencente ao gênero Amphisbaena. É endêmica ao Brasil, ocorrendo nos estados de Pará e Mato Grosso.
Apesar do nome popular, ela possui apenas uma cabeça, mas sua cauda é arredondada e se assemelha à cabeça, o que causa confusão e dá origem ao nome.Você conhece as anfisbênias?

## Características

#### Corpo alongado e cilíndrico:
Adaptado para a vida subterrânea.

#### Ausência de membros:
Desloca-se por movimentos ondulatórios do corpo.

#### Escamas retangulares dispostas em anéis:
Dão a impressão de que o corpo é segmentado.

#### Fossorial:
Vive em túneis escavados no solo.

#### Reprodução:
Ovípara, com poucos ovos por ninhada.

#### Alimentação:
Insetos, larvas, minhocas e outros invertebrados.

#### Olhos reduzidos e sem pálpebras:
Adaptação à vida em ambientes escuros.

#### Crânio robusto:
Usado para cavar túneis no solo.Amphisbaena brasiliana (GRAY, 1865)